# Mariana Bezouhla
Mariana Bezouhla (en ukrainien : Мар'яна Володимирівна Безугла, Mariana Volodymyrivna Bezouhla), née le 17 mai 1988 à Kyiv, est une femme politique ukrainienne.

## Biographie
Elle est députée de la IXe Rada sous l'étiquette du parti Serviteur du peuple, présidente de la commission d'enquêtes de la Rada. 
Le 4 juin 2022, elle envisage son rôle dans la guerre russo-ukrainienne comme un contrôle citoyen et pour faciliter les relations entre les militaires et les citoyens sur le terrain, lors d'un entretien avec les journalistes Kateryna Tychtchenko et Roman Romaniouk.
Mariana Bezouhla est élue membre de l'Assemblée parlementaire de l'OTAN, le 15 janvier 2024. 
Elle est connue pour ses diatribes visant les personnalités déplaisant au président Zelensky. Elle s'en prend notamment à des figures à la tête de l'armée comme Valeri Zaloujny le 26 novembre 2023 ou Iouriy Sodol.